# Hunkar Iskelesi
De "Hunkar Iskelesi Madalyasi", het kan als "Medaille voor de Russische Missie in Hünkâr Iskelesi", ook "Unkiar Skelessi", een dorp bij Constantinopel worden gelezen, werd in 1833 door de Turkse Sultan Mahmut II (1808-1839) ingesteld.
Op 8 juli 1833 werd in het dorp een bilateraal verdedigingsverdrag gesloten waarin de Tsaar van Rusland de Sultan bijstand beloofde bij het neerslaan van de opstand van Muhammad 'Ali Pasha, de vazal die namens de Ottomaanse heerser over Egypte regeerde. Oostenrijk, Frankrijk en Engeland, de laatsten aasden zelf op Egypte en Oostenrijk wilde Turkije verzwakt zien, hadden de gevraagde steun afgewezen. De Sultan was bang voor een aanval vanuit zee op Constantinopel en in juli 1833 stonden de Egyptische troepen na geforceerde marsen door Palestina en Libanon al in Anatolië. Het verdrag van Hunkar Iskelesi maakte het Turkse Rijk praktisch een "Russisch protectoraat" en kondigde aan hoe het ooit zo machtige rijk een speelbal van de grootmachten zou worden.
De dertigduizend Russen aan de oever van de Bosporus werden bij hun vertrek, de Egyptenaren waren na Franse bemiddeling weer afgetrokken, met bronzen, zilveren en gouden medailles beloond. De medailles waren 28 millimeter breed en droegen een trofee en het jaartal 1833, dus de christelijke jaartelling, op de voorzijde.
Zekerheid daarover is er niet maar de medaille werd waarschijnlijk aan het standaardlint, dat was rood met dunne groene randen, uitgereikt en op de borst gedragen.
Medailles en eretekens van het Ottomaanse Rijk

Chelengk · 
Orde van het Huis van Osman · 
Orde van het Verheven Portret · 
Orde van de Halve Maan · 
Orde van de Glorie · 
Orde van de Eer · 
Hoge Orde van de Eer · 
Orde van Osmanie · 
Orde van Mejidie · 
Orde van Liefdadigheid · 
Orde van Onderwijs · 
Orde van het Ottomaanse Parlement · 
Orde van Verdienste voor de Landbouw ·
Medaille van de Orde van de Eer · 
Liyakat Medaille · 
IJzeren Halve Maan · 
De lijst van 21 Turkse campagnemedailles

Medailles en ertetekens van de Turkse Republiek

Turkse Onafhankelijkheidsmedaille · 
Orde van Verdienste van de Turkse Strijdkrachten · 
Legioen van Aanbeveling van de Turkse Strijdkrachten · 
Legioen van Eer van de Turkse Strijdkrachten · 
Legioen van Verdienste van de Turkse Strijdkrachten · 
Medaille van Eer van de Turkse Strijdkrachten · 
Medaille van de Strijdkrachten voor Belangrijke Diensten · 
Medaille van de Strijdkrachten voor Opvallende Moed en Zelfopoffering · 
Medaille voor Eervolle Vermelding van de Turkse Strijdkrachten · 
Medaille voor Prestaties van de Turkse Strijdkrachten